# Mary Lynn Rajskub
Mary Lynn Rajskub (Trenton, Míchigan; 22 de junio de 1971) es una actriz y comediante estadounidense, conocida principalmente por su papel de Chloe O'Brian, analista de datos de la UAT en la serie 24, a la que se unió al comienzo de la tercera temporada.

## Filmografía y televisión
- Dashing Through the Snow (2023) - Mary
- Please Baby Please (2022) - Lois[1]
- The Tomorrow War (2021)
- Night School (2018) - Theresa
- 2 Broke Girls - Bebe (estrella invitada)
- Julie & Julia (2009) - Helen
- Sunshine Cleaning (2008) - Lynn
- American Fork (2007) - Peggy Orbison
- Little Miss Sunshine (2006) - Pam, ayudante en el desfile.
- 24: The Game poniendo voz al personaje Chloe O'Brian.
- Firewall (2006) como Janet Stone.
- 24 como Chloe O'Brian.
- Mysterious Skin (2004) como Avalyn Friesen.
- Legally Blonde 2: Red, White & Blonde (2003)
- Sweet Home Alabama (2002) - Dorothea
- Punch-Drunk Love (2002) - como Elisabeth, hermana de Barry.
- The Anniversary Party (2001) - Mary-Lynn
- Storytelling (2001) - Melinda (Segmento 'Ficción').
- Dude, Where's My Car? (2000) - Zelmina - Miembro del culto
- Road Trip (2000) - Blind Brenda
- Man on the Moon (1999) - Friday's Mary.
- Magnolia (1999) (voz) - Janet, ayudante de Frank.